# Hans Knorr
Hans Knorr (* 21. September 1892; † 31. Oktober 1937) war ein deutscher Jurist und Kommunalpolitiker der Bayerischen Volkspartei.

## Werdegang
Der promovierte Jurist war von 1920 bis 1929 Bürgermeister der oberfränkischen Stadt Forchheim und von 1. Januar 1930 bis 1. Juli 1934 Erster Bürgermeister der oberbayerischen Stadt Rosenheim.
Seit 1913 war er Mitglied der katholischen Studentenverbindung KDStV Aenania München.